# Ortsstraße 5 (Seestall)

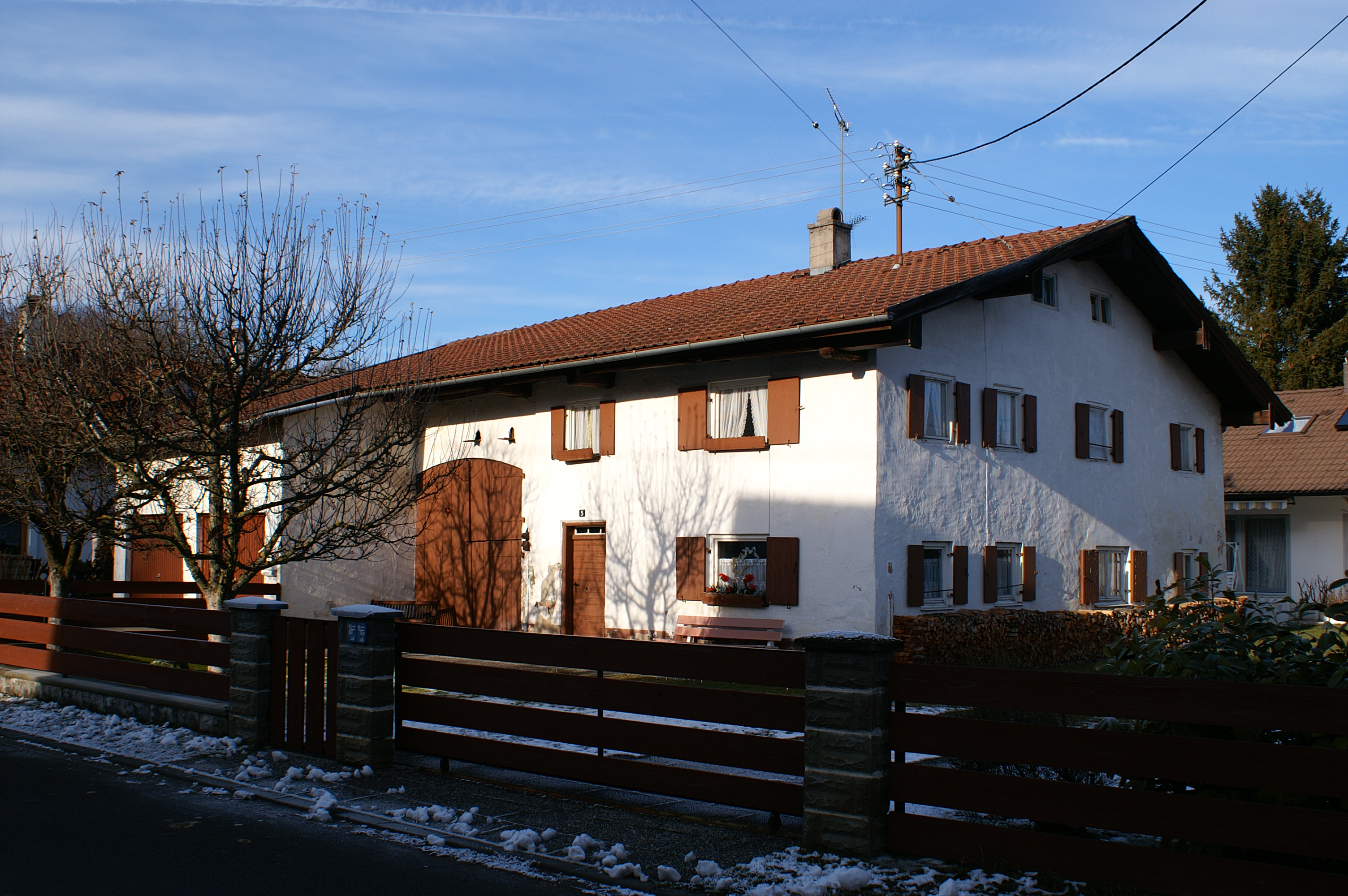
Haus Ortsstraße 5 in Seestall

Das Gebäude Ortsstraße 5 in Seestall, einem Ortsteil der Gemeinde Fuchstal im Landkreis Landsberg am Lech in Bayern, wurde in der ersten Hälfte des 18. Jahrhunderts errichtet. Das ehemalige Bauernhaus ist ein geschütztes Baudenkmal. 

## Beschreibung
Der Mittertennbau mit Flachsatteldach und Hakenschopf ist ein typischer Vertreter des barocken Bauernhauses am Lechrain. 